# Miroslav Vaněk (fotbalista)
Miroslav Vaněk (* 18. června 1922 Brno) je bývalý český fotbalista, který nastupoval nejčastěji ve středu pole.

## Hráčská kariéra
Královopolský odchovanec hrál v československé lize za SK Židenice, aniž by skóroval. Jeho specialitou byly dlouhé auty, které směřovaly až do malého vápna a dělaly obranám soupeřů velké starosti.
Byl členem slavného dorostu SK Židenice z konce 30. let 20. století. Dalších šest jeho tehdejších spoluhráčů si v dresu židenického A-mužstva zahrálo I. ligu (brankář Kosta, záložníci Res a Zapletal, útočníci Červený, Klimeš a Krejčíř).

### Ligová bilance
| Ročník           | Zápasy | Góly | Minuty | Klub                 |
| ---------------- | ------ | ---- | ------ | -------------------- |
| I. liga 1940/41  | 1      | 0    | 90     | SK Židenice          |
| I. liga 1942/43  | 5      | 0    | 450    | SK Židenice          |
| I. liga 1943/44  | 16     | 0    | 1 440  | SK Židenice          |
| I. liga 1945/46  | 10     | 0    | 900    | SK Židenice          |
| I. liga 1946/47  | 6      | 0    | 540    | SK Židenice          |
| II. liga 1947/48 | –      | 3    | –      | SK Židenice          |
| I. liga 1948     | 11     | 0    | 990    | Zbrojovka Židenice   |
| II. liga 1949    | –      | –    | –      | GZ Královo Pole      |
| II. liga 1950    | –      | –    | –      | GZ Královo Pole      |
| II. liga 1953    | –      | –    | –      | Spartak Královo Pole |
| CELKEM I. LIGA   | 49     | 0    | 4 410  |                      |